# 2000년 하계 올림픽 포르투갈 선수단
2000년 하계 올림픽 포르투갈 선수단은 2000년 시드니 올림픽에 참가한 올림픽 포르투갈 선수단이다.

## 메달리스트
| 메달   | 선수명            | 종목 | 세부종목        | 날짜     |
| ------ | ----------------- | ---- | --------------- | -------- |
| 동메달 | 누노 델카도       | 유도 | 남자 하프미들급 | 9월 19일 |
| 동메달 | 페르난다 히베이루 | 육상 | 여자 10000m     | 9월 30일 |